# کیندینگ
کیندینگ (به آلمانی: Kinding) یک شهر در آلمان است که در آیشتت واقع شده‌است.

## خصوصیات
کیندینگ ۵۱٫۷۲ کیلومترمربع مساحت دارد ۳۷۸ متر بالاتر از سطح دریا واقع شده‌است.